# بيئة السوق
بيئة السوق أو بيئة الأعمال هو مصطلح تسويقي يشير إلى العوامل والقوى التي تؤثر على قدرة الشركة على إدارة علاقات عملاء ناجحة والحفاظ عليها. تُعرَّف بيئة الأعمال على أنها «مجموع العوامل المادية والاجتماعية التي يأخذها الأفراد في الحسبان عند اتخاذ القرار في المنظمة».
المستويات الثلاثة للبيئة هي كما يلي:
1. البيئة الداخلية - العناصر الداخلية للمنظمة المستخدمة لإنشاء عروض السوق والتواصل معها وتقديمها.
2. البيئة الخارجية الصغيرة - قوى صغيرة خارج الشركة تؤثر في قدرتها على خدمة عملائها.
3. البيئة الخارجية الكبيرة - القوى المجتمعية الأكبر المؤثرة على بقاء المنظمة.[2][3]

يفيد تحليل بيئة التسويق الكبيرة في فهم أفضل لها، والتكيف مع البيئة الاجتماعية والتغيير، وذلك بهدف تحقيق الغرض من تسويق المشاريع.
- البيئة الصغيرة

تشمل القوى القريبة من الشركة التي تؤثر في قدرتها على خدمة عملائها - البيئة الداخلية والعملاء ووسطاء التسويق والمنافسين والجمهور.
- البيئة الكبيرة

تشمل القوى المجتمعية الأكبر التي تؤثر على البيئة الصغيرة بأكملها - البيئة الديموغرافية والسياسية والثقافية والطبيعية والتكنولوجية والاقتصادية.

## البيئة الداخلية
البيئة الداخلية «تتكون من العوامل المادية والاجتماعية داخل حدود المنظمة أو وحدة اتخاذ القرار المحددة التي يأخذها الأفراد في الحسبان عند اتخاذهم لقرار ما في هذا النظام». وهذا يشمل جميع الأقسام، مثل: الإدارة والقسم المالي والبحث والتطوير والمشتريات والعمليات التجارية والمحاسبة. يؤثر كل قسم من هذه الأقسام على قرارات التسويق. يجب على مديري التسويق مراقبة توفر الإمدادات والاتجاهات الأخرى التي يتعامل معها المُوردين لضمان تسليم المنتج للعملاء في الوقت المحدد من أجل الحفاظ على علاقة قوية معهم. وتعتبر هذه العوامل الداخلية قابلة للسيطرة إلى حد ما.

## البيئة الخارجية
البيئة الخارجية «تتكون من العوامل المادية والاجتماعية خارج حدود المنظمة أو وحدة اتخاذ القرار المحددة التي تُراعى مباشرةً من قبل الأفراد». يمكن تقسيم البيئة الخارجية إلى بيئات صغيرة وبيئات كبيرة.

### البيئة الصغيرة
تتكون هذه البيئة من عملاء وشركاء ومنافسين. ويعد سوق العملاء أهم جانب من جوانبها. هناك أنواع مختلفة من هذه الأسواق، تشمل الأسواق الاستهلاكية وأسواق الأعمال والأسواق الحكومية والأسواق العالمية للعولمة وأسواق البائعين. تتكون السوق الاستهلاكية من الأفراد الذين يشترون السلع والخدمات للاستخدام الشخصي أو المنزلي. بينما تشمل أسواق الأعمال الأفراد الذين يشترون السلع والخدمات لاستخدامها في إنتاج منتجاتهم الخاصة. وهذا يختلف عن سوق الموزعين الشامل للشركات التي تشتري السلع لإعادة بيعها. وهي نفس الشركات المستخدمة كوسيط للسوق. يتكون السوق الحكومي من الوكالات الحكومية التي تشتري السلع لإنتاج الخدمات العامة أو نقل البضائع إلى الآخرين الذين يحتاجونها. أما الأسواق الدولية فتضم المشترين من البلدان الأخرى بالإضافة إلى العملاء من الفئات السابقة.[بحاجة لمصدر]
يشمل الشركاء وسطاء التسويق والممولين ووكالات الإعلان. يشير الوسطاء التسويقيون إلى البائعين وشركات التوزيع المادية ووكالات خدمات التسويق والوسطاء الماليين. وهؤلاء هم الأشخاص الذين يساعدون الشركة على ترويج منتجاتها وبيعها وتوزيعها على المشترين النهائيين. بينما البائعون هم الذين يمتلكون ويبيعون منتجات الشركة. أما شركات التوزيع فهي تُمثّل أماكن مثل المستودعات الاي تُخزن وتنقل منتجات الشركة من مصدرها إلى وجهتها. ووكالات خدمات التسويق هي شركات تقدم خدمات مثل إجراء أبحاث التسويق والإعلان والاستشارات. أما الوسطاء الماليون فهم مؤسسات مثل البنوك وشركات الائتمان والتأمين.[بحاجة لمصدر]
يعتبر المنافسون أيضًا عاملاً مهمًا في البيئات الصغرى مثل الشركات التي تقدم عروض منافسة للسلع والخدمات المتشابهة. ولكي تبقى الشركة قادرة على المنافسة، عليها أن تأخذ في الحسبان منافسيها الكبار أثناء تقدير حجمها ومكانتها في الصناعة.
يعد الجمهور الجانب الأخير من جوانب البيئة الصغرى، وهو أي مجموعة لديها اهتمام أو تأثير على قدرة المنظمة على تحقيق أهدافها. فعلى سبيل المثال، يمكن للجمهور المالي أن يعيق قدرة الشركة في الحصول على دعم مادي يرفع من مستوى الائتمان لديها، مثل وسائل الإعلام العامة (الصحف والمجلات) التي يمكنها أن تنشر مقالات تهم الشركة وتؤثر على آراء العملاء. يمكن أن يؤثر الجمهور الحكومي على الشركة من خلال التشريعات والقوانين التي تضع قيودًا على إجراءات الشركة. يشمل الجمهور المحلي الجيران والمنظمات المجتمعية وهو مهتم بأفعال الشركة ومدى تأثيرها على المنطقة المحلية. يؤثر الجمهور العام على الشركات لأن أي تغير في موقفهم، سواء كان إيجابيًا أو سلبيًا، سيؤدي إلى ارتفاع أو انخفاض المبيعات لأن الجمهور غالبًا هو البنية الأساسية لقاعدة عملاء الشركة.

### البيئة الكبيرة
تشير البيئة الكبيرة إلى جميع القوى التي تشكل جزءًا من المجتمع الأكبر والتي تؤثر على البيئة الصغيرة. وتشمل مفاهيم مثل: علم السكان والاقتصاد والقوى الطبيعية والتكنولوجيا والسياسة والثقافة. إن الغرض من تحليل بيئة التسويق الكبيرة هو فهم البيئة بشكل أفضل والتكيف مع البيئة الاجتماعية والتغيير من خلال الجهد التسويقي للمؤسسة لتحقيق هدف التسويق.
تُعرف العوامل المؤثرة على التنظيم في البيئات الكبيرة باسم (تحليل البيئة الخارجية والمحيطة)، وهي: عوامل سياسية واقتصادية واجتماعية وتكنولوجية وبيئية وقانونية.
يُشير علم السكان إلى دراسة السكان من حيث الحجم والكثافة والموقع والعمر والجنس والعرق والمهنة. وهو عامل مهم جدًا للدراسة بالنسبة للمسوقين ويساعد على تقسيم السكان وفق الأسواق المستهدفة، على سبيل المثال: تصنيف مجموعات من الناس طبقًا للسنة التي ولدوا فيها. يمكن الإشارة إلى هذه التصنيفات بما يلي: «طفرة المواليد» الذين وُلدوا ما بين عامي 1946 و 1964، «الجيل إكس» الذين ولدوا ما بين عامي 1965 و 1976، و«جيل الألفية» الذين ولدوا ما بين عامي 1977 و 1994. يمكن لهذا التصنيف أن يكون مفيدًا للجهات التسويقية فهو يساعدهم على تحديد الفئات المستفيدة من منتجاتهم بشكل أكبر وبالتالي توجيه خططهم التسويقية نحو هذه الفئات. يغطي علم السكان العديد من الجوانب المهمة للمسوقين بما في ذلك ديناميكيات الأسرة والتحولات الجغرافية وتغيرات القوى العاملة والمستويات المتنوعة في أي منطقة معينة.
البيئة الاقتصادية هي جانب آخر من جوانب البيئة الكبيرة. وتشير إلى القدرة الشرائية للعملاء المحتملين والطرق التي ينفق بها الناس أموالهم. ويوجد ضمن هذا المجال نوعين من الاقتصاد: اقتصاد الكفاف والاقتصاد الصناعي. يعتمد الأول بشكل أكبر على الزراعة واستهلاك النتاج الصناعي الخاص. أما الاقتصاد الصناعي فلديه أسواق متنوعة تضم أنواعًا مختلفة من السلع. وكل منهما مهم بالنسبة للمسوقين وذلك لاختلاف أنماط الإنفاق وكذلك توزيع الثروات.
تعتبر البيئة الطبيعية عاملًا مهمًا أيضًا في البيئة الكبيرة. وهي تشمل الموارد الطبيعية التي تستخدمها الشركات كمدخلات مؤثرة على أنشطتها التسويقية. يتزايد القلق في هذا المجال حول مواضيع مثل زيادة التلوث ونقص المواد الخام وزيادة التدخل الحكومي. ومع تزايد ندرة المواد الخام، ترتفع صعوبة إنشاء منتجات للشركة. إذ يمكن أن يصل التلوث إلى الحد الذي يؤثر سلبًا على سمعة الشركة إذا كانت معروفة بضررها للبيئة. تشير المخاوف الأخيرة إلى أن القطاع العام يمكن أن يزيد من صعوبة تحقيق الشركة لأهدافها مع ارتفاع الطلب على المنتجات.